# Шохам, Ури
У́ри Шо́хам (вариант транскрипции: Шоам) (ивр. אורי שהם‎ У́ри Шо́hам; урождённый У́ри Шахараба́ни (ивр. אורי שהרבני‎ У́ри Шаhараба́ни); род. 3 августа 1948, Багдад, Хашимитское Королевство Ирак) — израильский юрист. Главный военный прокурор Армии обороны Израиля с 1995 по 2000 год. Судья Верховного суда Израиля с 2012 по 2018 год. Уполномоченный по рассмотрению жалоб публики на судей с 2018 по 2024 год. Бригадный генерал запаса.

## Биография
Ури Шохам (урождённый Шахарабани) родился 3 августа 1948 года в Багдаде, Ирак, в семье Йосефа и Ализы (Азизы) Шахарабани.
Родители Шохама придерживались сионистской идеологии, и его мать вместе со своим братом Эзрой и дополнительными родственниками состояла в рядах организации «Хагана» в Ираке, обучалась использованию оружия, учила и преподавала иврит и принимала участие в самообороне багдадской еврейской общины, подвергавшейся нападкам и атакам со стороны местного населения со времён «Фархуда» в 1941 году.
В феврале 1951 года, когда Шохаму, на тот момент единственному сыну, было два с половиной года, Шохам со своими родителями репатриировался в Израиль, где лишь спустя две недели родился брат Шохама, Хаим. Около полутора лет семья жила в палатке в лагере репатриантов (маабаре) Хирия, а в 1953 году переехала в район Махлуль, застроенный бараками для расселения репатриантов из разных стран, на берегу моря в Тель-Авиве. В дальнейшем в семье родились ещё двое детей: близнецы Сима и Цион.
Отец Шохама работал на почте, а затем открыл небольшую лавку, доходов от которой едва ли хватало на нужды семьи.
Шохам учился в школе «Ле-Дугма» имени Генриетты Сольд в Тель-Авиве, а затем окончил среднюю школу «Ирони Далет» в Тель-Авиве.
По окончании школы Шохам поступил на юридический факультет Еврейского университета в Иерусалиме, получив отсрочку от военной службы в рамках программы «академического резерва» (ивр. העתודה האקדמית‎). В ходе последнего года учёбы в университете проходил стажировку у Государственного прокурора Габриэля Баха.

### Военная карьера
Как было принято в те годы, участники программы «академического резерва» начинали проходить военную подготовку в боевых войсках уже в ходе учёбы в университете, и в период учёбы Шохам начал военную подготовку в военно-инженерных войсках Армии обороны Израиля.
В 1971 году Шохам окончил учёбу на юридическом факультете и продолжил службу в военно-инженерных войсках. В 1973 году в должности помощника главы отдела инструктажа сменил в ходе Войны Судного дня вызванного на фронт главу отдела в руководстве инструкторской деятельностью в военно-инженерных войсках. В апреле 1974 года в звании капитана перешёл на службу в Военную прокуратуру. В 1975 году получил лицензию на право занятия адвокатской деятельностью.
Начал службу военным обвинителем в прокуратуре Центрального военного округа. В 1975 году возглавил военное обвинение сектора Газа и Синайского полуострова, в конце 1976 года стал главным обвинителем Южного военного округа и Командования сухопутных войск.
В 1977 году получил степень магистра юриспруденции Еврейского университета в Иерусалиме. В том же году был назначен заместителем Главного прокурора Центрального военного округа, а в 1978 году — заместителем Главного военного обвинителя. В 1979 году вернулся в прокуратуру Центрального военного округа в должности Главного прокурора округа.
В 1982 году был назначен Главным военным обвинителем. В 1983—1984 годах находился на учёбе в Школе Военной прокуратуры США в Шарлоттсвилле, Виргиния, став вторым (после Амнона Страшнова) представителем Военной прокуратуры Израиля, посланным на учёбу в данном заведении, после чего вернулся на должность Главного военного обвинителя до 1988 года. В этой должности, помимо прочего, возглавлял обвинение по делу против подполковника Давида Лейдера, обвинённого в контрабанде сотен килограмм гашиша из Ливана в Израиль, участвовал в пересмотре дела израильского офицера разведки черкесского происхождения Изата Нафсо (признанного в 1982 году виновным в государственной измене и шпионаже, но оправданного по большинству обвинений в результате пересмотра дела вследствие выявления факта применения сотрудниками Общей службы безопасности «Шабак» жёстких мер физического и душевного воздействия для получения признания Нафсо в преступлениях), а также возглавлял обвинение по делу о событиях «Ночи дельтапланов» (ивр. ליל הגלשונים‎) (нападение террориста, проникшего в Израиль из Ливана на дельтаплане 25 ноября 1987 года, на израильский военный лагерь, приведшее к гибели 6 солдат и закончившееся привлечением к уголовной ответственности часового, покинувшего свой пост при виде террориста).
10 июня 1988 года вступил на пост заместителя Главного военного прокурора. В дальнейшем планировал выйти в запас из армии, но в 1989 году принял предложение Главного военного прокурора Амнона Страшнова получить назначение на пост председателя созданного в том же году Военного апелляционного суда Западного берега реки Иордан и сектора Газа. Исполнял эту должность в звании бригадного генерала в ходе Первой палестинской интифады. В этой должности также возглавлял консультативную комиссию при Командующем Южного военного округа по рассмотрению дел о депортации активистов террористических организаций из сектора Газа. 22 июня 1992 года перешёл на должность заместителя Председателя армейского Военного апелляционного суда, исполнял эту должность вплоть до назначения Главным военным прокурором.
1 сентября 1995 года вступил на пост Главного военного прокурора, сменив на посту бригадного генерала (позднее генерала-майора) Илана Шиффа, и исполнял эту должность до марта 2000 года. 13 марта 2000 года вернулся на должность заместителя Председателя Военного апелляционного суда в ожидании назначения на пост Председателя суда, однако в дальнейшем вышел в запас из армии в октябре 2001 года.

#### В должности Главного военного прокурора
Начало службы Шохама на посту Главного военного прокурора пришлось на период кризиса в отношениях между Военной прокуратурой и офисом Юридического советника правительства Израиля Михаэля Бен Яира по вопросу полномочий Юридического советника правительства, действующего в рамках рассмотрения жалоб на решения Главного военного прокурора отказаться от привлечения к уголовной ответственности военнослужащих в делах об инцидентах со смертельным исходом в ходе боевой подготовки или боевой деятельности. Ещё до вступления Шохама на пост Бен Яир принудил предшественника Шохама, бригадного генерала Илана Шиффа, передать в военный суд дело лица, подозреваемого в ответственности за смертельный исход в инциденте с гибелью солдата в результате огня по своим, однако военный суд занял сторону Шиффа и отменил поданное обвинительное заключение, приняв по сути и изначальную позицию Военной прокуратуры о том, что позиция Юридического советника правительства в подобных случаях носит лишь рекомендательный характер. Шохам, к тому моменту уже вступивший на пост Главного военного прокурора, не стал обжаловать постановление суда, и Бен Яир сообщил, что в сложившейся ситуации он будет отказываться впредь рассматривать жалобы на решения Главного военного прокурора по подобным делам, а по сути практически урезал контакты своего офиса с Военной прокуратурой. Отношения между ведомствами были налажены Шохамом лишь при преемнике Бен Яира, Эльякиме Рубинштейне, с которым Шохам договорился принимать все усилия для разработки скоординированной позиции по подобным жалобам, однако в дальнейшем, уже в другом деле, Верховный суд Израиля признал принцип верховенства Юридического советника правительства над Главным военным прокурором.
В период исполнения Шохамом полномочий Главного военного прокурора, Военная прокуратура активно сопровождала деятельность следственных комиссий по расследованию ряда катастроф той поры, как то гибель военнослужащих при крушении вертолётов CH-53 4 февраля 1997 года и во время операции отряда «Шайетет 13» в Ливане 4—5 сентября 1997 года.
В 1996 году Шохам принял решение отдать под суд ряд командиров в бригаде «Гивати», включая бывшего командира бригады полковника Мони Хорева, по обвинению в причинении смерти по неосторожности вследствие гибели бойца бригады Яная Шошана, подорвавшегося на гранате из-за несоблюдения правил безопасности о ношении гранат в тактическом жилете. В конечном счёте Хорев был оправдан военным судом.
В тот же период Шохамом была назначена комиссия для предоставления рекомендаций в отношении статуса Военной защиты. Комиссия рекомендовала сохранить административное подчинение Военной защиты Главному военному прокурору при предоставлении полной профессиональной независимости от штаба Военной прокуратуры.
В эти годы определилась также тенденция ужесточения отношения к высокопоставленным офицерам, обвинённым в сексуальном домогательстве, наметившаяся в постановлении Верховного суда Израиля против присвоения звания генерал-майора бригадному генералу Ниру Галили, ранее признанному виновным в неуставных отношениях с подчинённой военнослужащей.
Также, помимо прочего, Военная прокуратура занималась сопровождением законотворческих процессов по внесению значительных поправок в Закон о военном судопроизводстве (ивр. חוק השיפוט הצבאי, התשט"ו-1955‎) и в Закон о службе в силах безопасности (ивр. חוק שירות בטחון [נוסח משולב], התשמ"ו-1986‎), включая поправку о недопустимости использования показаний, полученных в ходе внутреннего армейского расследования, в качестве доказательств в суде.
В период исполнения Шохамом полномочий Главного военного прокурора Военная прокуратура под его командованием активно сопровождала процесс ближневосточного урегулирования.
В 1996 году началась деятельность Школы военного права Военной прокуратуры.

### Период судебной практики
2 августа 2001 года комиссия по выбору судей приняла решение назначить Шохама на пост судьи Окружного суда Тель-Авивского округа. Шохам вступил на пост 30 сентября 2001 года. В первые годы на посту рассматривал уголовные дела со сроком наказания до 10 лет лишения свободы, затем возглавил судебную коллегию суда по тяжким преступлениям. В 2009 году был кандидатом на должность Председателя Окружного суда Тель-Авивского округа.
Сообщалось, что на период начала 2010 года Шохам, возглавлявший коллегию, рассматривавшую, помимо прочего, дела обвиняемых в деятельности двух организованных преступных групп, являлся самым охраняемым судьёй Израиля. Беспрецедентный уровень охраны был вызван угрозами, которые были направлены Шохаму после строгого приговора, данного им в феврале 2009 года против членов преступной группировки во главе с Мухаммадом и Хафезом Шурафи.
Был отмечен также строгий подход Шохама в сфере борьбы с беловоротничковой преступностью.
В последние два года в Окружном суде Тель-Авива Шохам начал заниматься также рассмотрением гражданских исков и административных петиций.
6 января 2012 года Комиссия по выбору судей приняла решение о назначении Шохама судьёй Верховного суда Израиля. Назначение Шохама послужило ответом на требование назначить в Верховный суд представителя выходцев из восточных еврейских общин. Шохам вступил в должность 31 мая 2012 года.
Шохам считался обладателем консервативного судебного мировоззрения. Шохам редко выступал в своих постановлениях с особым мнением, отличающимся от мнений большинства судей, а также практически не выступал со значимыми постановлениями в делах, затрагивающих вопросы идеологического или политического характера, и по большинству вопросам он склонялся к формалистической аргументации и занимал позицию, представляемую государственными органами.
На посту судьи Верховного суда была особо отмечена деятельность Шохама в рассмотрении апелляционных жалоб по ряду резонансных уголовных дел. Помимо прочего, рассматривал апелляционную жалобу Яакова (Джека) Тайтеля, признанного виновным в совершении террористических актов против палестинцев, отклонив в своём постановлении в июне 2016 года утверждения защиты о невменяемости подсудимого. В июне 2017 года вынес постановление по делу Михаль Алони, признанной виновной в умышленной убийстве посредством удушения двух своих малолетних дочерей, отказав применить в её случае положение, позволяющее не приговаривать убийцу, совершившего преступление в тяжёлом душевном состоянии, к обязательному пожизненному лишению свободы.
В мае 2018 года Шохам вынес постановление по апелляционной жалобе брацлавского хасида, в течение многих лет сожительствовавшего с семью женщинами в подобии созданной им секты и подвергавшего их, а также совместных с ними детей, социальной изоляции, душевным издевательствам и насилию; в своём постановлении Шохам определил, что признание вины в совершении преступления «содержания в рабских условиях» возможно, в том числе, даже если у жертвы преступления была объективная возможность покинуть обвиняемого, однако обвиняемый использовал психологические, эмоциональные и физические средства для удержания жертвы под своим контролем, вызывая у жертвы субъективную веру в свою неспособность освободиться от этого контроля.
Значительным постановлением Шохама в области административного права стало его решение по вопросу, вызывающему общественную полемику в Израиле: законодательный запрет на размещение заведениями общественного питания информации о кошерности своей продукции в отсутствие официальной сертификации кошерности под эгидой Главного раввината. При рассмотрении дела Шохам высказал особое мнение, не совпадающее с мнением большинства, требующее признать не нарушающим данный запрет заявление заведения, не обладающего официальной сертификацией, о соблюдении им стандартов кашрута по существу, если такое заявление сопровождается разъяснением об отсутствии сертификации; пересмотр дела в расширенной коллегии Верховного суда привёл к принятию позиции Шохама.
3 августа 2018 года по достижении предписанного законом 70-летнего возраста Шохам сложил с себя судебные полномочия. Его последним судебным постановлением, оглашенным в день церемонии ухода Шохама в отставку, стало решение принять апелляционную жалобу Элишы Хайватова, признанного виновным в совершении убийства и отбывшего на тот момент 12 лет из возложенного на него по приговору суда срока тюремного заключения, и оправдать Хайватова ввиду нарушения его прав в качестве подозреваемого в ходе полицейского расследования преступления.

### На посту Уполномоченного по рассмотрению жалоб публики на судей
13 ноября 2018 года Шохам вступил на должность Уполномоченного по рассмотрению жалоб публики на судей (ивр. נציב תלונות הציבור על שופטים‎) (законодательно установленная должность независимого омбудсмена по проверке жалоб на неподобающее поведение судей), сменив на данном посту отставного судью Элиэзера Ривлина.
В этой должности выдал в марте 2020 года рекомендацию принять дисциплинарные меры против Главного сефардского раввина (одновременно исполняющего должность судьи Большого раввинского суда) Ицхака Йосефа, позволившего себе резкие высказывания против репатриантов из бывшего Советского Союза, а в ноябре 2021 года рекомендовал отстранить раввина Ицхака Йосефа от судейской деятельности за его участие в организации конференции политического характера против правительственной реформы в сфере кашрута и гиюра. Постановление Шохама вызвало возмущение сторонников раввина Йосефа и жёсткие высказывания против Шохама со стороны самого раввина.
В мае 2022 года выдал рекомендацию принять дисциплинарные меры против судьи суда по трудовым вопросам Беэр-Шевы, неоднократно копировавшего в своих постановлениях заключительные письменные заявления представителя одной из сторон разбирательства; в результате рекомендации Шохама судья подал в отставку.
В феврале 2023 года отклонил жалобы против Председательницы Верховного суда Эстер Хают, поданные вследствие её выступления с критикой реформы правительства Биньямина Нетаньяху, направленной на ограничение полномочий судебной системы Израиля.
Срок Шохама на посту Уполномоченного по рассмотрению жалоб публики на судей должен был истечь в ноябре 2023 года, что оставляло открытым вопрос назначения преемника Шохама на посту ввиду длительного отказа министра юстиции Ярива Левина от созыва комиссии по назначению судей, ответственной и за данное назначение; в конечном счёте кнессет принял законодательную поправку, позволяющую продление полномочий Шохама на посту до мая 2024 года.
В марте 2024 года Шохам признал обоснованными жалобы о нарушении правил судейской этики со стороны судьи Верховного суда Халеда Кабуба вследствие использования фотографии Кабуба в рекламных материалах юридической фирмы дочери судьи, участия судьи в судебном процессе, одну из сторон в котором представлял друг его сына, и дачи интервью, не согласованного с Управлением судебной системы.
В марте 2024 года премьер-министр Биньямин Нетаньяху планировал представить кандидатуру Шохама на пост главы консультативной комиссии по утверждению высокопоставленных назначений на госслужбе, однако решил отозвать своё предложение ввиду несогласия ряда министров религиозно-национального лагеря с кандидатурой Шохама.
До истечения срока Шохама на посту Уполномоченного по рассмотрению жалоб публики на судей в мае 2024 года ему так и не был назначен преемник из-за разногласий между министром юстиции Яривом Левином и исполняющим обязанности председателя Верховного суда Узи Фогельманом; вследствие этого Шохам направил Левину письмо с критикой в адрес министра.

### Личная жизнь
Женат на Эмми Шохам, с которой поженился в ходе службы в военно-инженерных войсках. Отец двух дочерей (Айелет и Эфрат). У Шохама также три внука: Охад, Омер и Ротем.
Брат Шохама, Хаим Шахарабани (1951—1989), погиб вследствие ранения, полученного в ходе резервистской службы во время Первой интифады в секторе Газа.

## Публикации
- Shoham U. Израильский воздушный рейд на иракский ядерный реактор и право самообороны (англ.) = The Israeli Aerial Raid Upon the Iraqi Nuclear Reactor and the Right of Self-Defense // Military Law Review. — 1985. — Vol. 109. — P. 191—223. Архивировано 2 ноября 2022 года.
- Шохам У. Главный военный прокурор и Юридический советник правительства — от «Дела Шадиэля» до «Дела Авивит Атии» (иврит) = הפצ"ר והיועץ המשפטי לממשלה — בין פרשת שדיאל לבג"ץ אביבית עטייה // Мишпат ве-цава. — 2002. — Vol. 16. — P. 203—448. Архивировано 9 октября 2013 года.
- Шохам У, Шахрур, Л. Смягчение наказания или уменьшение степени ответственности за предумышленное убийство // Фестшрифт Менахема Финкельштейна — Право, оборона и литература = ענישה מופחתת או אחריות מופחתת בעבירת הרצח // ספר פינקלשטיין — משפט, ביטחון וספר (иврит) / под ред. Ш. Афека, О. Гросскопфа, Ш. Лифшица, Э. Шпигельмана. — Цафририм: Нево, 2020. — С. 443—482. — 864 с. — ISBN 9789654422109.
- Шохам У, Гушпанц-Анкер Й. Объём применения адвокатской привилегии // Фестшрифт Эдны Арбель = היקף תחולתו של חיסיון עורך דין-לקוח // ספר עדנה ארבל (иврит) / под ред. А. Йейни, Д. Бейниш, А. Бендора, Х. Данциг-Розенцвайг, К. Миллер. — Цафририм: Нево, 2022. — С. 607—637. — 751 с. — ISBN 9789654422383.